# 一外交官の見た明治維新
『一外交官の見た明治維新』（いちがいこうかんのみためいじいしん）は、幕末 - 明治初期の大英帝国の外交官、アーネスト･メイスン・サトウ (Ernest Mason Satow, 1843-1929) による著作である。
開国から明治維新期の激動変転の時代の当事者でもあったイギリス人外交官の視点での回想記。1921年に "A Diplomat in Japan"（日本における一外交官）の原題で、ロンドンの Seeley, Service & Company で出版（訳は下記）。約一世紀以上経た現在もペーパーバック普及版で新版刊行している。

## 成立経過
序文で、前半部は1885年から1887年の間にバンコクで執筆された。その後約30年間放置されていたが、原稿を親戚に見せたところ完成を勧められ、後半部は自身の日記を主な材料に完成した。

## 内容
以下の各章の題名は、岩波文庫版。
1．江戸在勤の通訳生を拝命 (1861年)
サトウは1861年、18歳でイギリス外務省の通訳生の募集に応じ受験。その8月、日本駐在を命じられた。1862年9月横浜着。
2．横浜の官民社会 (1862年)
横浜のイギリス公使館の紹介。通訳にはオランダ語が使われた。生涯の友人であった医師ウィリアム・ウィリスのこと。
3．日本の政情
日本の政治史の紹介。天皇による神権政治から始まり、武士階級が勃興、地方の独立割拠の後、徳川の時代となった。
4．条約、排外精神、外国人殺害
1858年に日本と米英仏蘭露間で安政五カ国条約が結ばれた。朝廷の発言力が増加。多くの外国人が暗殺され、1961,2年には江戸の英国公使館も襲撃された（東禅寺事件）。
5．リチャードソンの殺害、日本語の研究
1862年9月、上海の英人商人チャールズ・リチャードソンが、薩摩の大名行列を見ようとして、横浜生麦村で殺された（生麦事件）。
6．公用の江戸訪問
1862年12月、ニール代理公使の江戸参府に随行。主な議題は東禅寺事件の賠償金。
7．賠償金の要求、日本人の鎖港提議、賠償金の支払い (1863年)
1863年4月、ニール代理公使は生麦事件の謝罪と賠償金を要求。6月、幕府から賠償金が支払われた。サトウは幕府の通達文の翻訳を始めた。
8．鹿児島の砲撃
一方、英公使館と薩摩との交渉は決裂し、8月15-16日薩英戦争。11月薩摩の使者が公使館に来て講和。薩摩は賠償金を幕府から借りた。
9．下関、準備行動
1864年3月、オールコック公使が日本へ帰任。前年から長州が外国船を攻撃をするので、英仏蘭米4ヵ国連合を結成。7月の伊藤俊輔と井上聞多による和平工作は失敗。
10．下関、海軍の行動
9月5日-8日、連合艦隊による下関戦争。6日以後の上陸攻撃にはサトウも参加。
11．下関、長州との講和締結
9月8日から16日にかけ講和締結。伊藤と井上が仲介。井上から、先月長州は蛤門で会津と戦ったと聞いた（禁門の変）。
12．バードとボールドウィンの殺害
11月に英軍人2人が鎌倉で殺された（鎌倉事件）。犯人清水清次は12月処刑。オールコックは帰国。
13．天皇の条約批准
1865年7月、ハリー・パークスが公使に赴任。兵庫開港を要求し、11月に英仏蘭米4ヵ国連合艦隊で兵庫に入港。朝廷もようやく開国に同意。兵庫開港は1868年予定のままで、関税率を5%に引き下げた（翌1866年6月に改税約書として締結）。
14．横浜の大火
1866年、今後の日本の政体についてサトウは『英国策論』を書いた。11月、横浜に大火（豚屋火事）。この直前に赴任した書記官ミットフォードやサトウの家も焼け、以後江戸に住む。
15．鹿児島および宇和島訪問
1866年12月から西国へ行き、この年の長州征討後の各国の情報を収集。1867年1月兵庫で西郷吉之助と懇談。徳川慶喜が15代将軍に就任したと聞く。
16．最初の大坂訪問
慶喜が大坂で外国諸公使と会見する予定と聞き、1867年2月ミットフォードと大坂を予備訪問。薩摩藩士や会津藩士と面談。
17．大君の外国諸公使引見
4月、慶喜はパークスと会見。サトウも同席。
18．陸路、大坂から江戸へ
5月、江戸への帰路は、画家のチャールズ・ワーグマンと東海道を駕籠で旅した。2人は掛川で暗殺未遂にあう。
19．日本の役人との社交、新潟、佐渡の金山、七尾訪問
7月、開港予定地である新潟、および佐渡、能登の七尾をパークスと訪問。
20．陸路、七尾から大坂へ
8月、ミットフォードとサトウは主に徒歩で金沢、福井、草津、宇治を経由し、大坂でパークスと合流。長崎のイカラス号英人水兵が道で泥酔して殺されたと聞いた。
21．大坂と徳島
西郷と面談。阿波守蜂須賀斉裕に招待され、パークスと徳島へ。
22．土佐と長崎
9月、パークスと土佐に行き、イカラス号事件について、後藤象二郎、山内容堂と面会。長崎で伊藤と桂小五郎に会った。
23．将軍政治の没落
11月、大政奉還が行われたと外国奉行の石川利政から聞いた。12月ミットフォードと大坂へ。開港をひかえて市民が多数「イイジャナイカ、イイジャナイカ」と歌い踊っていた。サトウは通訳官から書記官となった。
24．内乱の勃発 (1868年)
1868年1月、会津に代って薩摩が御所を守備したと遠藤謹助と野口富蔵から聞いた。新政府樹立の声明。小御所会議で新政府は慶喜に辞官・納地を要求。江戸で薩摩藩邸焼き討ちがあったと石川から聞く。
25．伏見の戦争
伏見で開戦。ウィリスは負傷者を治療。公使館一行は大坂を脱出し兵庫へ。慶喜は大坂から江戸へ脱出。
26．備前事件
2月、備前兵と米英仏兵が神戸で戦闘（別名神戸事件）。吉井幸輔と寺島宗則から伏見鳥羽の戦局を聞く。
27．初めての京都訪問
負傷兵の治療のためウィリスは京都へ。サトウも同行。西郷、後藤、桂、大久保一蔵と面会。
28．腹切、京都における天皇謁見の交渉
3月、備前事件の責任者として、滝善三郎が兵庫の永福寺で切腹したのを見届けた。
29．堺におけるフランス水兵虐殺
堺でフランス水兵11名が土佐兵に殺された（堺事件）。
30．京都、天皇に謁見
公使館一行は京都へ。岩倉具視に面会。明治天皇の謁見に行く途中で、一行は刺客に襲われる。3日後あらためてパークスとミットフォードが天皇に謁見。
31．江戸帰着、および大坂における公使の新信任状奉呈
4月、江戸三田での勝・西郷会談。江戸開城へ。新旧政府の講和にパークスも関与。5月、大坂の本願寺で、新統治者としての天皇へ、英国から新信任状奉呈。
32．雑多な事件、水戸の政争
6月、徳川家の後継者として徳川家達を任命。7月、彰義隊の戦い（上野戦争）。ウィリスの医療活動。会津戦争の準備。
33．若松の占領と天皇の江戸行幸
11月、会津の若松城が降伏開城したと、外国官の東久世通禧から聞いた。天皇が江戸に入った。勝海舟が馬をくれた。
34．榎本、脱走した徳川の軍艦をもって蝦夷を攻略
12月、榎本武揚らが函館を占領した（函館戦争）と、外国官の町田民部から聞いた。
35．1869年、江戸において天皇に謁見
1869年1月、東京開市。榎本の開陽丸が函館を出たが、4日後沈没。諸外国公使は、日本の内乱での局外中立宣言を撤回し、新政府を公認。
36．東京における最後の滞在、故国へ出発
1869年2月、在日書記官の任期を終え、イギリスへ帰った。東久世が送別会を開いてくれた。（1870-1883年にサトウは再び日本に赴任したが、この著作ではその件は触れられていない。）

## 主な日本語訳
- 坂田精一訳『一外交官の見た明治維新』岩波文庫（上下）、1960年。長年にわたり重版
- 楠家重敏訳『変革の目撃者　アーネスト・サトウの幕末明治体験』晃洋書房（上下）[2]、2021年3月
- 鈴木悠訳『一外交官の見た明治維新』講談社学術文庫[3]、2021年4月。ISBN 978-4065227763